# Muixeranga de la Safor
La Muixeranga de la Safor és una muixeranga fundada el 2002 a la ciutat de Gandia, la Safor. La seua vestimenta consta de camisa morada, faixa roja i pantaló blanc. En forma part de la Federació Coordinadora de Muixerangues com a colla de cinc alçades.
Encara que es tracta d'una colla de nova formació, hi ha precedents de torres humanes a Gandia, on es trobà un document de l'any 1875 que feia referència al Bayle de la Mogiganga, mencionant l'actuació de 20 individus i un xiquet a les festes patronals realitzada pel gremi de la construcció. En commemoració d'esta troballa la colla es va anomenar inicialment Muixeranga la Construcció de la Safor.
Tot i que desenvolupen la major part de la seua activitat en territori valencià i principalment a la Safor, la colla ha actuat arreu també a Catalunya, País Basc, Portugal i Itàlia, on van alçar la seua primera figura de 5 pisos al 2007. Han dissenyat i dut a terme diverses figures de creació pròpia, com l’Alimara, de 5 alçades, i l'Auriba de 4 pisos.